# Mega (canal de televisió de Xile)
Red Televisiva Megavisión (MEGA) és una xarxa de televisió privada xilena amb seu a Santiago de Xile. Actualment s'emet al canal de freqüència digital 27 (ISDB-Tb) per a televisió d'alta definició. El 2012, la propietat de Mega Channel es va transferir de Claro Group a Bethia Group. El juny de 2016 Discovery Networks va adquirir el 27,5% de Mega Channel per prop de 40 milions de dòlars.